# Aeropuerto de Bilbao
El Aeropuerto Internacional de Bilbao (IATA: BIO, OACI: LEBB, FAA LID: BIO) es un aeropuerto público español, propiedad de Aena, ubicado a 12 km de la ciudad de Bilbao. Es el aeropuerto más importante y con más tráfico de pasajeros de todo el norte de España. La antigua terminal de pasajeros, la terminal de carga y gran parte de los servicios aeroportuarios se encuentran en el municipio de Sondica, mientras que la nueva terminal de pasajeros, diseñada por Santiago Calatrava, está en el de Lujua.
El aeropuerto de Bilbao recibió en 2024 un total de 6.777.267 viajeros, según datos de Aena. Es uno de los pocos aeropuertos rentables del norte del país y el 12.º de España por número de pasajeros.

## Historia
Después de varios experimentos aeronáuticos en la provincia de Vizcaya, en octubre de 1927 la Unión de Obras Públicas ejecuta los pasos necesarios para construir un aeropuerto en Bilbao; una Junta provincial fue creada para estudiar la posible ubicación del mismo. No fue hasta 1936 cuando se autorizó por parte de la Dirección General de Aeronáutica la instalación de un aeropuerto en el municipio de Sondica (cercano a Bilbao).
Sin embargo, debido a las muchas carencias del lugar, el aeropuerto no fue considerado de interés. El área metropolitana de Bilbao está rodeada de montañas de media y baja altura y se necesitaba encontrar un valle suficientemente llano y despoblado para la ubicación del aeródromo.
Las tareas de construcción comenzaron durante la guerra civil española y durante ese tiempo y hasta junio de 1937 el aeropuerto fue utilizado como base para actividades militares. En 1938 comenzó la segunda etapa de desarrollo del aeropuerto, el Ayuntamiento de Bilbao inició los trámites con el Gobierno de España para modificar el proyecto primitivo de 1936 y se autorizó la redacción de uno nuevo que posteriormente fue aprobado por la Dirección General de Obras Públicas.
En 1940, se decidió de común acuerdo entre las diversas organizaciones locales y estatales afectadas la construcción de un aeropuerto civil en el municipio de Sondica. Las obras progresaron lentamente y, el 19 de septiembre de 1948, el aeropuerto inició por fin sus actividades para tránsitos diurnos con el establecimiento de una ruta aérea regular a Madrid operada por la empresa Aviación y Comercio, S.A. (Aviaco). Dos años más tarde, la terminal, llamada Carlos Haya en homenaje al conocido piloto bilbaíno, comenzó a dar servicio.
En este momento el aeródromo disponía de una pista de asfalto con orientación 29/11 y unas dimensiones de 1.440 × 45 metros (4.724 × 148 pies) y otra pista con superficie de tierra con unas dimensiones de 1500 × 150 metros (4.921 × 492 pies). Además disponía de una calle de rodadura, la mencionada terminal de pasajeros, una torre de control, una radiobaliza, un goniómetro así como de servicio de policía, correos, médico, estación meteorológica, teléfono y servicio de repostaje. 
Posteriormente, en 1955 se construyó una rodadura para unir la pista principal con la zona de estacionamiento de aeronaves situado delante de la terminal de pasajeros con unas dimensiones de 124 × 60 metros (407 × 197 pies). En este periodo se construyeron también las instalaciones permanentes de CAMPSA (depósitos de combustible, etc…) para dar servicio a los aviones que utilizaban el aeropuerto así como el hangar para uso por parte del Real Aeroclub de Vizcaya que todavía subsisten en el aeropuerto.
Entre 1964 y 1965, se procedió a la mejora de la operatividad del aeropuerto con la instalación del sistema de aproximación y aterrizaje instrumental (ILS) y una radio meteorológica para la detección de tormentas, la pista se extendió hasta los 2.000 metros de longitud (6.562 pies) y se amplió la zona de estacionamiento hasta los 12.000 m² (130.000 pies²).
En los inicios de los años setenta, cuando se hizo evidente su insuficiencia, hubo una fuerte polémica sobre su mantenimiento en este emplazamiento, trasladarlo a otro o incluso que centralizar todo en el Aeropuerto de Vitoria. Además se consideraba esta zona como la de crecimiento natural de Bilbao y por tanto esta infraestructura se convertía en un freno. Finalmente se optó por lo que se denominaba el “mal menor”, iniciándose un plan de mejoras. 
En 1975, la pista modificó su numeración original a la actual 10/28 debido al cambio de declinación magnética. Posteriormente en 1977, se amplió de nuevo el área de estacionamiento debido al aumento de operaciones y la necesidad de estacionar hasta cuatro aeronaves simultáneamente. Ese mismo año se inauguró la nueva pista principal con orientación 12/30 y unas dimensiones de 2600 × 45 metros (8.530 × 148 pies), las pistas de rodadura desde la plataforma que daban acceso a ambas pistas y una carretera de enlace que junto a la instalación del sistema ILS para la nueva pista principal, que permitieron que el Aeropuerto de Bilbao fuera clasificado como de categoría I al año siguiente. La nueva pista modificó la orientación de la primera, para una mejora operativa del aeropuerto, y así, evitar molestias en los municipios colindantes que, debido al crecimiento demográfico del área, estaban cada vez más cerca de sus instalaciones. Esta nueva orientación hace que al realizar la aproximación a la pista 30 (la más habitual por dirección del viento dominante en la zona), los aviones tengan que sobrevolar el gran cementerio municipal de Bilbao situado en el municipio de Derio justo en el comienzo de la cabecera de la misma; dicha circunstancia permanece vigente a fecha de hoy.

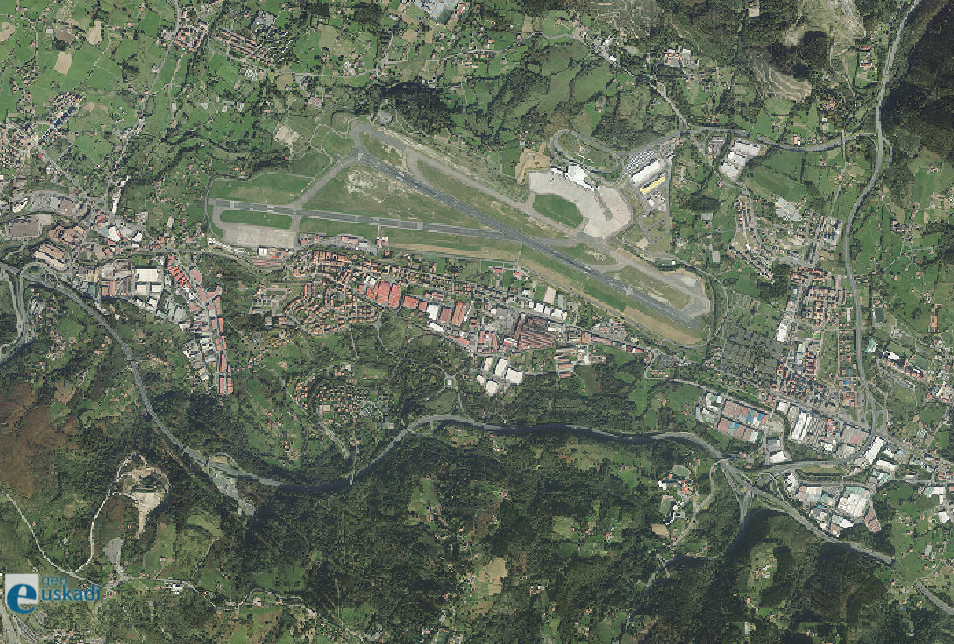
Ortofotografía del aeropuerto de Bilbao en 2017.

Durante los años 80, se habilitó un nuevo sistema ILS para la total operatividad de la pista 10/28 como alternativa a la principal 12/30 en caso de incidencias que la pudieran inhabilitar; de esta forma el aeródromo puede permanecer operativo. Esta circunstancia fue de gran utilidad el 7 de febrero de 2001, cuando un avión de la compañía Iberia, modelo Airbus A320-214 con matrícula EC-HKJ, procedente del Aeropuerto de Barcelona-El Prat, rompió del tren de aterrizaje delantero debido a una cizalladura durante las maniobras de aproximación y aterrizaje, dejando la pista 12/30 bloqueada durante varias horas hasta su retirada; afortunadamente no hubo víctimas de consideración. En esa misma década se modernizaron las instalaciones de la torre de control, se construyeron un nuevo centro de comunicaciones, una nueva terminal de pasajeros (actualmente en desuso) debido al importante aumento en la demanda de pasajes, se ampliaron tanto la plataforma de estacionamiento de aviones como el estacionamiento de vehículos para pasajeros, y se mejoraron las instalaciones del parque de bomberos del aeropuerto, además de la construcción de la, todavía operativa, terminal de carga.
En 1996 se construyó una nueva plataforma de estacionamiento de aeronaves y sus correspondientes pistas de rodadura, trabajos que necesitaron de importantes movimientos de tierra y la creación de una célula especial de almacenaje de tierras contaminadas por lindane (insecticida altamente tóxico y actualmente prohibido). En el mes de mayo de 1999 entró en servicio la actual torre de control diseñada por el arquitecto valenciano Santiago Calatrava conocida como "El Halcón" por sus estilizadas líneas y por estar situado frente a la nueva terminal de pasajeros también diseñada por Santiago Calatrava y conocida popularmente como "La Paloma"; la nueva ubicación de la torre permite una mejor visibilidad a los controladores para optimizar la gestión de las operaciones de las aeronaves tanto en el aire como en tierra.
Debido al enorme aumento en la demanda de tráfico de pasaje y la imposibilidad de seguir ampliando la vetusta terminal de Sondica, Aena encargó al arquitecto Santiago Calatrava el diseño y construcción de una nueva terminal con capacidad para dar servicio a una demanda de aproximadamente 5 millones de pasajeros/año. Esta nueva terminal se construyó en el área norte del aeródromo, casi frente a la antigua, dentro del municipio de Lujua y fue inaugurada el 19 de noviembre del 2000. La nueva terminal tiene una superficie construida de 32.000 m² (340.000 pies²) divididos en tres plantas principales (Nivel 0 = Llegadas • Nivel 1 = Salidas • Nivel 2 = Oficinas) que dan cabida a todos los servicios de pasajeros y con un diseño diáfano y espectacular que ha hecho que esté considerada una de las 10 terminales aeroportuarias más bonitas del mundo. La nueva terminal dispone de una plataforma para aeronaves con 20 plazas de estacionamiento que está dotada además de 6 pasarelas/fingers para embarque directo.
Como complemento a la nueva terminal se construyó un aparcamiento (P1) para vehículos ligeros con 2.924 plazas sobre una superficie de 95.000 m² (1.020.000 pies²); en 2006 entró en funcionamiento un segundo aparcamiento (P2) para largas estancias y vehículos de mayor altura que cuenta con 477 plazas de estacionamiento.
En cumplimiento de las nuevas normas de seguridad internacionales y bajo el control de Agencia Estatal de Seguridad Aérea, en el año 2014 se ha desplazado el umbral de la cabecera de la pista 28 en 550 metros (1.804 pies) para que los aviones a la espera (holding) de despegue en dicha pista mantengan la distancia de seguridad con respecto de la 12/30 situada inmediatamente detrás. Esta circunstancia hace que la longitud operativa de la pista 28 quede reducida a 1.450 metros (4.757 pies), manteniendo las operaciones por la cabecera 10 los 2.000 metros (6.562 pies) originales.
El 19 de noviembre de 2000, el nuevo edificio atendió sus primeros vuelos.

### Ampliación
En febrero de 2009, el Ministerio de Fomento y Aena anunciaron una ampliación de la nueva terminal y sus instalaciones anexas para aumentar la capacidad operativa de la instalación hasta los 8 millones de pasajeros con una inversión prevista de 114 millones de euros y fecha de finalización en el año 2014.
El 30 de junio de 2019, se informó de la construcción de un edificio técnico que albergaría a los trabajadores del aeropuerto y generaría más espacio en la terminal, planteándose como solución prevista por los técnicos de Aena antes de llevar a cabo el ensanchamiento del actual edificio de diseño y cuyo autor, Santiago Calatrava, ya previó en sus planos iniciales cuando diseñó "La Paloma" en la década de los 90.
Sin embargo, el 9 de octubre de 2019 se dio a conocer que la incertidumbre política y económica volvía a postergar la ampliación del aeropuerto y que se llevaría a sus empleados a módulos prefabricados para ganar espacio en la terminal.
El 14 de enero de 2020, arreció el clamor por la ampliación de "La Paloma" tras alcanzarse un nuevo récord de viajeros.
El 14 de julio de 2020, y pese al cambio de la dinámica de la terminal debido a la pandemia de coronavirus, arrancaron las obras del edificio que liberará espacio en el aeropuerto de Bilbao para los viajeros. El 15 de diciembre de 2022, "La Paloma" estrenó su nuevo edificio para afrontar el incremento de tráfico aéreo en el próximo lustro. El bloque técnico vio la luz tras 14 millones de inversión y tres años de obras, y permitió liberar 3.700 metros cuadrados en la terminal principal.
El 18 de abril de 2024, Aena anunció la expansión del aeropuerto de Bilbao.

## Accesos

### Autobús
- Bizkaibus
  - A3247 Bilbao Intermodal – Aeropuerto de Bilbao
  - A2153 Bilbao – Txorierri – Larrabetzu
- Lurraldebus
  - DO04 San Sebastián – Zarauz – Aeropuerto de Bilbao
  - DG12 Mondragón – Vergara – Éibar – Aeropuerto de Bilbao
- Autobuses La Unión:
  - A3720 Aeropuerto de Bilbao – Bilbao-Bolueta – Aeropuerto de Vitoria – Estación de autobuses de Vitoria – Vitoria (centro)

### Taxi / VTC
Tarifa según taxímetro, la duración del viaje es, aproximadamente, de entre 10 y 15 minutos desde Bilbao. Además de los taxis, también operan en la terminal servicios de VTC como Uber y Cabify.

### Automóvil(desde Bilbao)
Los datos detallados en este artículo se corresponden con las informaciones incluidas en la señalización vertical existente en cada una de las rutas para facilitar al máximo su identificación.
Acceso desde Centro:  BI-3741  Túneles de Artxanda (peaje). Acceder a la  N-637  sentido Aeropuerto/Munguía. Continuar hasta la Salida 18 para acceder a la autovía  BI-631  Derio/Aeropuerto/Munguía. Continuar hasta la Salida 11 para acceder a la autovía  N-633  sentido Lujua/Aeropuerto.

Acceso desde Deusto: Enekuri Etorbidea. Acceder a la  BI-604  sentido Guecho/Plencia/Aeropuertocontinuar hasta enlazar con la autovía  N-637  sentido Aeropuerto/Munguía/San Sebastián. Continuar hasta la Salida 18 para acceder a la autovía  BI-631  Derio/Aeropuerto/Munguía. Continuar hasta la Salida 11 para acceder a la autovía  N-633  sentido Lujua/Aeropuerto.

Acceso desde Begoña/Santutxu: Calle Zabalbide hasta el enlace con la autovía  BI-631  sentido Artxanda/Aeropuerto/Munguía. Continuar por esta vía hasta la Salida 11 para acceder a la autovía  N-633  sentido Lujua/Aeropuerto.

Acceso desde Bolueta: Bilbao-Galdakao Errepidea/ N-634  sentido Galdácano, para continuar hasta el enlace con la autovía  BI-631  sentido Ocharcoaga/Aeropuerto/Munguía. Continuar hasta la Salida 11 para acceder a la autovía  N-633  sentido Lujua/Aeropuerto.

### Alquiler de coches
Las empresas de alquiler de coches presentes en la terminal son Avis, Budget, Europcar, Enterprise, Gobycar, OK Mobility y Sixt, y atienden a los clientes directamente en sus oficinas situadas en el aparcamiento.

### Metro
La conexión ferroviaria al Aeropuerto, actualmente en proyecto, contempla la remodelación integral de la línea del Txorierri de Euskotren Trena entre el Casco Viejo y Sondica que unirá la estación de Matiko con el Aeropuerto de Bilbao, por un túnel de 1.875 metros y de doble vía bajo el monte Archanda.

## Infraestructuras

### Terminales

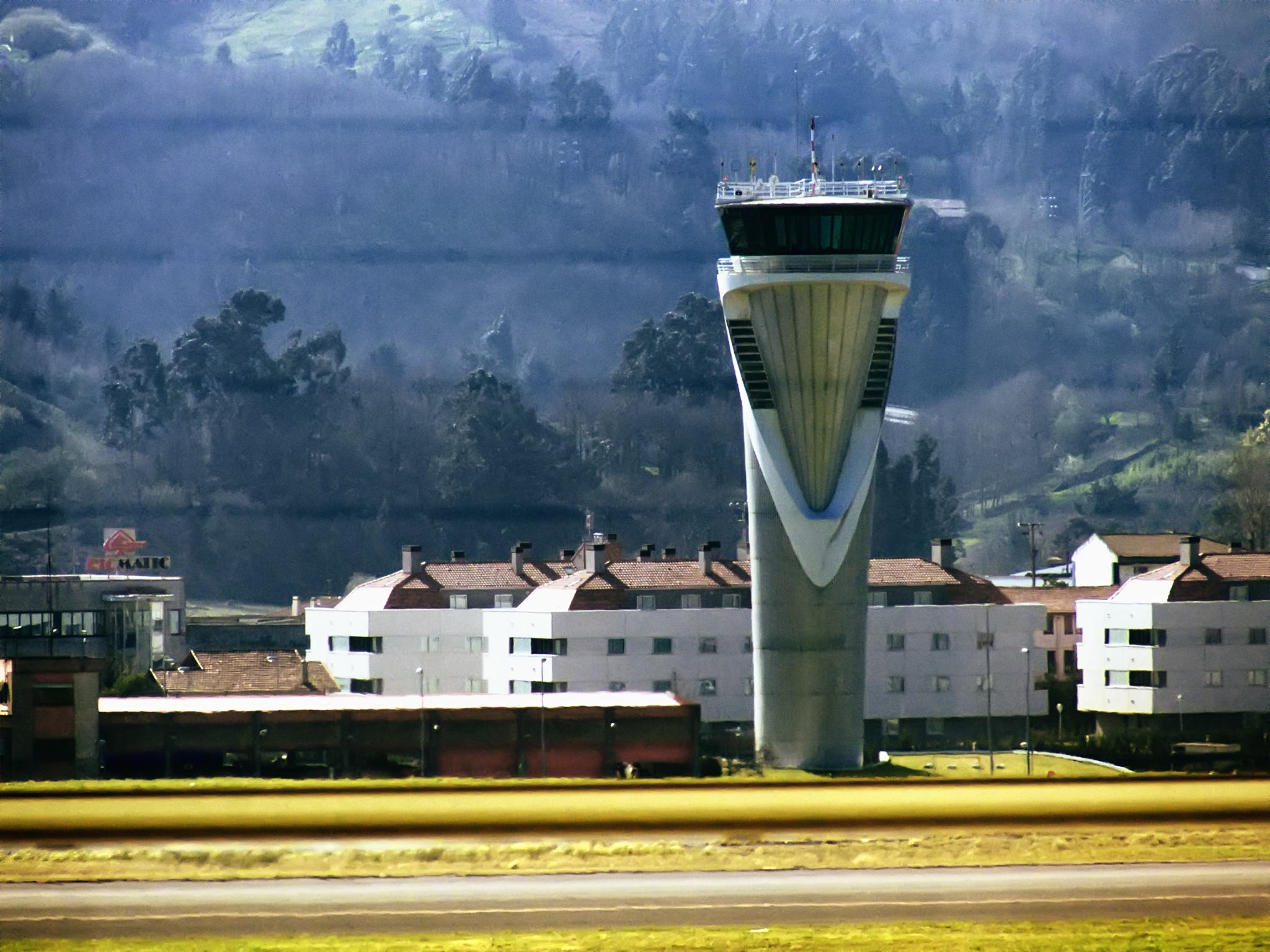
Torre de control El Halcón.

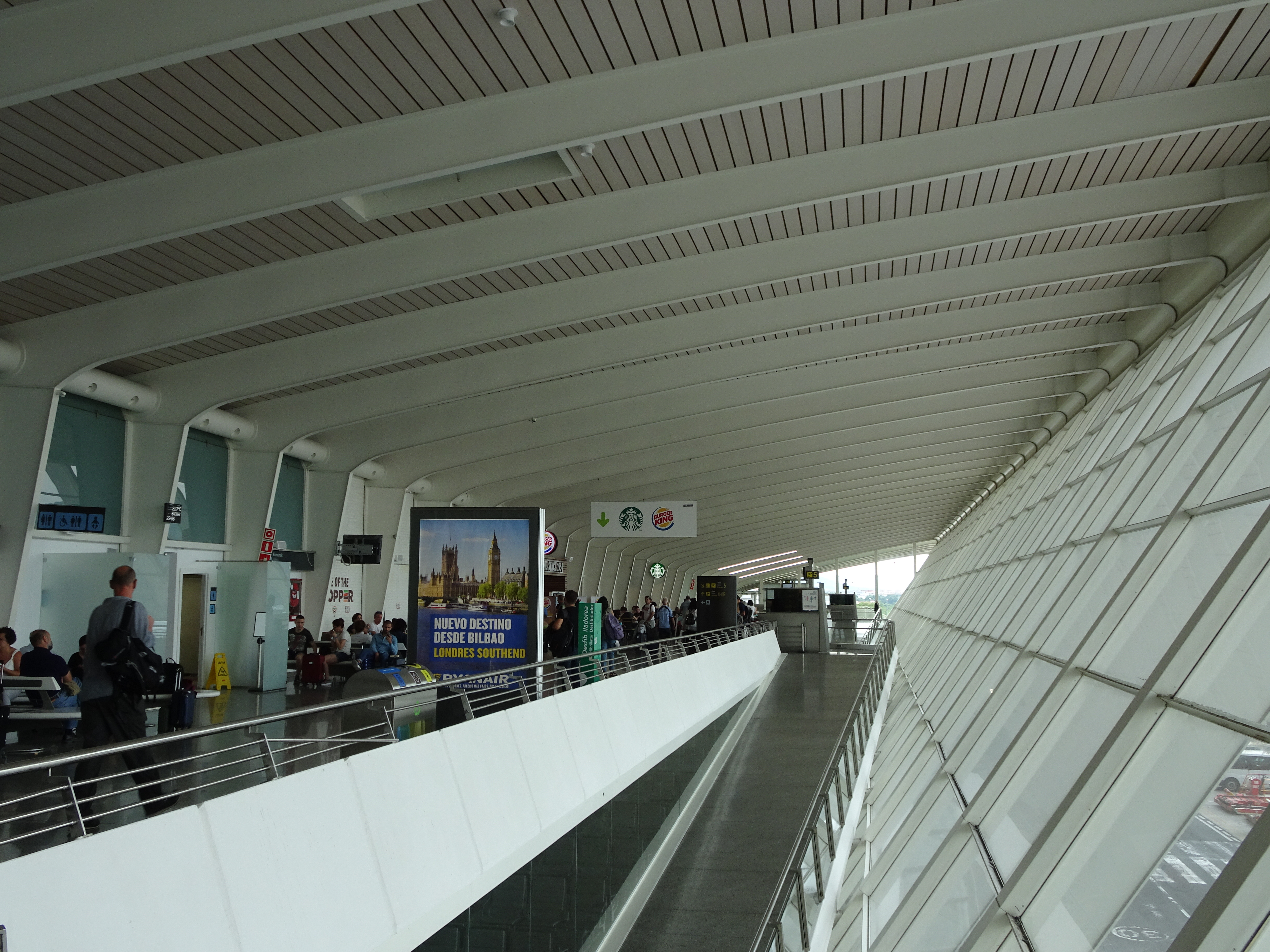
Zona de embarque

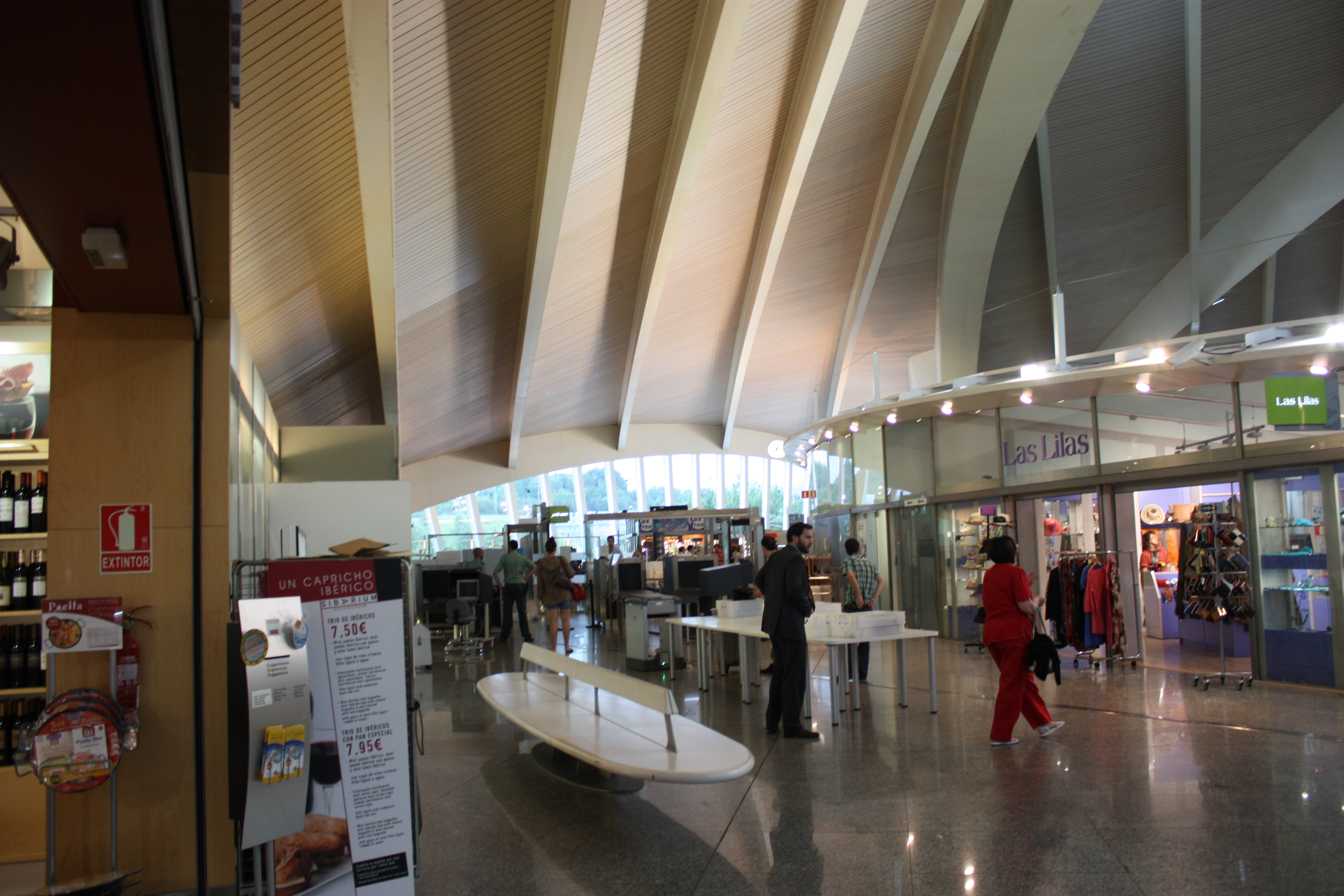
Servicios de ocio y restauración.

La actual terminal aeroportuaria, inaugurada el 19 de noviembre del 2000, fue concebida por el arquitecto valenciano Santiago Calatrava. Se diseñó de tal forma que desde el exterior se asemejase a un ave emprendiendo el vuelo, de ahí que se conozca popularmente con el nombre de La Paloma. En la construcción abunda el color blanco, el vidrio y el hormigón.
La terminal cuenta con un total de 6 pasarelas de acceso a aeronaves/fingers (pasarelas móviles que conectan directamente el avión con la terminal). A su vez, fue diseñada una nueva torre de control (El Halcón, nombre dado por su forma) para hacer frente al incremento de vuelos pronosticado. Sin embargo, las antiguas instalaciones se aprovecharon para mejorar el conjunto del aeropuerto. La antigua pista de aterrizaje se mantiene como pista secundaria para utilizarla cuando la principal no se encuentre operativa y para uso de aeronaves no comerciales, la antigua terminal de pasajeros se encuentra en la actualidad prácticamente vacía y la antigua torre de control se equipó con dispositivos especiales para situaciones de emergencia.
La nueva terminal de carga esta en proyecto desde hace más de 10 años, mientras permanecen operativas las vetustas instalaciones de la actual.[cita requerida]
- Nueva Terminal de Pasajeros (La Paloma): 36 mostradores de facturación, 12 puertas de embarque y 7 cintas de recogida de equipajes
- Antigua Terminal de Pasajeros (utilizada ahora como oficinas).
- Terminal de Carga, Zona Industrial y Zona de Aviación General.

### Servicios
Tras la renovación y reordenación de las cafeterías, restaurantes y demás espacios del aeropuerto que realizó la empresa Áreas, la terminal aeroportuaria cuenta con los siguientes servicios de ocio y restauración:
Tiendas y Duty Free:
- Bilbao Duty Free
- Loterías y Apuestas del Estado
- Relay
- Reserva Ibérica
- WHSmith

Restauración:
- Giraffe World Kitchen
- La Donatella
- La Manon
- Pastelería Leku-Ona
- Terrazas de Albia

2 Salas VIP

### Instalaciones auxiliares
- 3 aparcamientos:
  - Exprés (< 30 minutos): 37 plazas.
  - P1 - General: 2924 plazas.
  - P2 - Larga estancia: 477 plazas.
  - P3 - Azotea (en proyecto).
  - P4 - Bajo coste: 160 plazas.

### Campo de aviación
- Torre de control
- 2 pistas de aterrizaje:
  - Pista 12/30: 2600 m (principal)
  - Pista 10: 2000 m
  - Pista 28: 1450 m (en cumplimiento de la reglamentación de seguridad establecida por AESA se ha desplazado el umbral 550 m)
- Plataforma Norte: 21 puestos de estacionamiento.
- Plataforma Sur: 18 puestos de estacionamiento para aviación ligera y 3 medios.
- Plataforma de Helicópteros: 3 puestos de estacionamiento (situada dentro de la Plataforma Sur).
- Plataforma de deshielo (acepta aeronaves de hasta 38,5 m de envergadura)
- Parque de bomberos

## Aeronaves

### Aeronaves utilizadas por cada aerolínea
Aegean: Airbus A320, Airbus A320neo, Airbus A321 y Airbus A321neo

 Aer Lingus: Airbus A320, Airbus A321 y Airbus A321neo

 AlbaStar: Boeing 737 NG (sólo operaciones chárter)

 Air Arabia Maroc: Airbus A320

 Air Cairo: Airbus A320 y Airbus A320neo (sólo operaciones chárter)

 Air Europa: Boeing 737 NG

 Air Europa Express: Boeing 737 NG

 Air France:  Embraer E-170  y Embraer E-190 (operado por Air France Hop)

 Air Horizont: Boeing 737-400 (sólo operaciones chárter o wetlease)

 Air Nostrum: Mitsubishi CRJ200 y Mitsubishi CRJ1000

 Azores Airlines: Airbus A320, Airbus A320neo y Airbus A321neo

 Brussels Airlines: Airbus A319 y Airbus A320

 easyJet UK: Airbus A319, Airbus A320 y Airbus A320neo

 easyJet Europe: Airbus A319, Airbus A320 y Airbus A320neo

 easyJet Switzerland: Airbus A319, Airbus A320 y Airbus A320neo

 Edelweiss: Airbus A320, Airbus A220 (operado por Swiss)

 Enter Air: Boeing 737 NG y Boeing 737 MAX (sólo operaciones chárter o wetlease)

 Eurowings: Airbus A319, Airbus A320, Airbus A320neo y Airbus A220 (operado por Air Baltic)

 Iberia: Airbus A319, Airbus A320, Airbus A320neo, Airbus A321 y Airbus A321neo

 Iberojet: Airbus A320 (sólo operaciones chárter)

 KLM: Boeing 737 NG, Boeing 737 MAX, Embraer E-170/E-175/E-190/E-195 (operado por KLM Cityhopper)

 Lufthansa: Airbus A319, Airbus A320, Airbus A320neo, Airbus A321, Airbus A321neo y Airbus A220 (operado por Air Baltic)

 Luxair: De Havilland Canada Dash 8-400

 Norwegian Air Shuttle: Boeing 737 NG y Boeing 737 MAX

 Norwegian Air Sweden: Boeing 737 NG y Boeing 737 MAX

 Scandinavian Airlines: Airbus A320, Airbus A320neo, Airbus A321 y Airbus A321neo

 Smartwings: Airbus A220, Boeing 737 NG y Boeing 737 MAX

 TAP Air Portugal: Embraer E-190 y Embraer E-195 (operado por Portugalia Airlines)

 Privilege Style: Airbus A321 (sólo operaciones chárter o wetlease)

 Transavia: Boeing 737 NG

 Turkish Airlines: Boeing 737 NG, Boeing 737 MAX, Airbus A321 y Airbus A321neo

 United Airlines: Boeing 757-200

 Volotea: Airbus A319 y Airbus A320

 Vueling: Airbus A319, Airbus A320, Airbus A320neo, Airbus A321 y Airbus A321neo

 Wizz Air: Airbus A320, Airbus A321 y Airbus A321neo

 Wizz Air Malta: Airbus A320, Airbus A320neo y Airbus A321neo

 Wizz Air UK: Airbus A321neo

### Aeronaves que pernoctan habitualmente en el aeropuerto
Air France:  Embraer E-190 (operado por Air France Hop)

 Iberia: Airbus A319, Airbus A320 y Airbus A320neo (L, M, X y J)

 Air Nostrum: Mitsubishi CRJ200/Mitsubishi CRJ1000 (1 aeronave basada en el aeropuerto)

 KLM: Embraer E-190 (operado por KLM Cityhopper)

 Lufthansa: Airbus A319, Airbus A320, Airbus A320neo, Airbus A321 y Airbus A321neo (2 aeronaves)

 Volotea: Airbus A320 (1 aeronave basadas en el aeropuerto)

 Vueling: Airbus A320 y Airbus A320neo (7 aeronaves basadas en el aeropuerto)

## Aerolíneas y destinos

### Novedades en destinos, operadores, operaciones especiales y frecuencias
| Ciudad de destino | Modelo de avión        | Aerolínea/Operador  | Fecha Inicio / Fin      | Observaciones                          |
| ----------------- | ---------------------- | ------------------- | ----------------------- | -------------------------------------- |
| Praga             | Airbus A220            | Smartwings          | 24-10-2025 (year round) | Nuevo operador                         |
| Dublin            | Airbus A320            | Aer Lingus          | 26-10-2025 (year round) | Invierno 2025: 2 → 3/w (X V D)         |
| Stuttgart         | Airbus A320            | Eurowings           | 27-10-2025 (year round) | Pasa de estacional a year round        |
| Basilea           | Airbus A320            | easyJet Switzerland | 27-10-2025 (year round) | Pasa de estacional a year round        |
| Bristol           | Airbus A320            | easyJet             | 28-10-2025 (year round) | Pasa de estacional a year round        |
| Milan-Malpensa    | Airbus A320            | easyJet             | 28-10-2025 (year round) | Pasa de estacional a year round        |
| Kittilä           | Boeing 737             | Enter Air           | 04-12-25 / 08-12-25     | Operativa especial "Visit Laponia"     |
| Verona            | Airbus A320            | Volotea             | 06-12-2025 / 06-01-2026 | Nueva ruta (Navidad 25-26)             |
| Cracovia          | Airbus A321            | Wizz Air            | 09-12-2025 (year round) | Nueva ruta                             |
| 2026              |                        |                     |                         |                                        |
| Londres-Luton     | Airbus A321neo         | Wizz Air UK         | 29-03-2026 (year round) | Nueva ruta                             |
| La Coruña         | Mitsubishi CRJ1000     | Air Nostrum         | 23-04-2026 / 27-05-26   | Operativa especial cierre temporal SCQ |
| Estambul          | Airbus A321/Boeing 737 | Turkish Airlines    | 15-06-2026              | Aumento frecuencias 2× L, J, V y S.    |
| Luxemburgo        | DASH 8-400             | Luxair              | 16-07-2026 / 25-10-2026 | Nuevo operador y ruta                  |

Última actualización: 08/08/2025

### Destinos nacionales
Leyendas: El punto rojo corresponde al aeropuerto de Bilbao, los verdes a los destinos regulares (year round) y los azules a los destinos estacionales.
| Ciudades               | Nombre del aeropuerto               | Aerolíneas                  | Operativa                      | Frecuencias                               |
| ---------------------- | ----------------------------------- | --------------------------- | ------------------------------ | ----------------------------------------- |
| Alicante               | Alicante-Elche Miguel Hernández     | Volotea Vueling             | Year Round                     | L M X J V S D L M X J V S D               |
| Barcelona              | Josep Tarradellas Barcelona-El Prat | Vueling                     | Year Round                     | L M X J V S D                             |
| Castellón              | Castellón-Costa Azahar              | Volotea                     | 31-05-25 / 11-09-25            | L M X J V S D                             |
| Fuerteventura          | Fuerteventura                       | Vueling                     | Year Round                     | L M X J V S D                             |
| Granada                | Federico García Lorca Granada-Jaén  | Vueling                     | Year Round                     | L M X J V S D                             |
| Gran Canaria           | Gran Canaria-Gando                  | Volotea Vueling             | Year Round                     | L M X J V S D L M X J V S D               |
| Ibiza                  | Int. de Ibiza                       | Vueling Volotea             | Year Round 01-06-25 / 12-09-25 | L M X J V S D L M X J V S D               |
| Jerez de la Frontera   | Int. de Jerez                       | Vueling                     | 21-06-25 / 13/09/25            | L M X J V S D                             |
| Lanzarote              | César Manrique-Lanzarote            | Air Europa Vueling          | Year Round                     | L M X J V S D L M X J V S D               |
| La Palma               | La Palma                            | Air Nostrum                 | 17-07-25 / 04-10-25            | L M X J V S D                             |
| Madrid                 | Adolfo Suárez Madrid-Barajas        | Air Europa Iberia           | Year Round                     | L M X J V S D                             |
| Málaga                 | Málaga-Costa del Sol                | Volotea Vueling             | Year Round                     | L M X J V SD L M X J V S D                |
| Menorca                | Menorca-Mahón                       | Vueling Volotea             | Year Round 01-06-25 / 12-09-25 | L M X J V S D L M X J V S D               |
| Murcia                 | Int. de la Región de Murcia         | Volotea                     | 31-05-25 / 11-10-25            | L M X J V S D                             |
| Palma de Mallorca      | Palma de Mallorca Son Sant Joan     | Air Europa Vueling Volotea  | Year Round 01-05-25 / 12-09-25 | L M X J V S D L M X J V S D               |
| Santiago de Compostela | Santiago-Rosalía de Castro          | Air Nostrum Vueling         | Year Round 19-06-25 / 13-10-25 | L M X J V S D L M X J V S D               |
| Sevilla                | Sevilla-San Pablo                   | Volotea Vueling             | Year Round                     | L M X J V S D                             |
| Tenerife               | Tenerife Norte-Ciudad de La Laguna  | Air Europa Vueling          | Year Round                     | L M X J V S D L M X J V S D               |
| Tenerife               | Tenerife Sur-Reina Sofía            | Volotea                     | Year Round                     | L M X J V S D                             |
| Valencia               | Valencia-Manises                    | Air Nostrum Volotea Vueling | Year Round                     | L M X J V S D L M X J V S D L M X J V S D |

Datos oficiales extraídos de las webs de las aerolíneas

### Destinos internacionales
Leyendas: El punto rojo corresponde al aeropuerto de Bilbao, los verdes a los destinos regulares (year round), los azules a los destinos estacionales, los violeta a nuevas rutas programadas y los naranjas a operativas especiales.
| Ciudades           | Nombre del aeropuerto           | Aerolíneas                                  | Operativa                                 | Frecuencias                             |
| África             | África                          | África                                      | África                                    | África                                  |
| ------------------ | ------------------------------- | ------------------------------------------- | ----------------------------------------- | --------------------------------------- |
| Marruecos          |                                 |                                             |                                           |                                         |
| Marrakech          | Marrakech-Menara                | Volotea Vueling                             | Year Round                                | L M X J V S D L M X J V S D             |
| Tánger             | Tánger-Ibn Battuta              | Air Arabia Maroc                            | Year Round                                | L M X J V S D                           |
| Europa             |                                 |                                             |                                           |                                         |
| Alemania           |                                 |                                             |                                           |                                         |
| Berlín             | Berlín-Brandeburgo Willy Brandt | Eurowings                                   | 11-04-25 / 24-10-25                       | L M X J V S D                           |
| Düsseldorf         | Int. de Düsseldorf              | Eurowings                                   | Year Round                                | L M X J V S D                           |
| Fráncfort del Meno | Fráncfort del Meno              | Lufthansa                                   | Year Round                                | L M X J V S D                           |
| Hamburgo           | Int. de Hamburgo                | Eurowings                                   | 05-05-24 / 24-10-25                       | L M X J V S D                           |
| Múnich             | Múnich-Franz Josef Strauss      | Lufthansa                                   | Year Round                                | L M X J V S D                           |
| Stuttgart          | Int. de Stuttgart               | Eurowings                                   | Year Round                                | L M X J V S D                           |
| Austria            |                                 |                                             |                                           |                                         |
| Viena              | Viena-Schwechat                 | Wizz Air                                    | Year Round                                | L M X J V S D                           |
| Bélgica            |                                 |                                             |                                           |                                         |
| Bruselas           | Bruselas-Nacional               | Brussels Airlines Vueling                   | Year Round                                | L M X J V S D L M X J V S D             |
| Dinamarca          |                                 |                                             |                                           |                                         |
| Copenhague         | Copenhague-Kastrup              | Norwegian Air Shuttle Scandinavian Airlines | 03-04-25 / 16-10-25 Year round            | L M X J V S D L M X J V S D             |
| Francia            |                                 |                                             |                                           |                                         |
| París              | París-Charles de Gaulle         | Air France                                  | Year Round                                | L M X J V S D                           |
| París              | París-Orly                      | Volotea Vueling                             | Year Round                                | L M X J V S D L M X J V S D             |
| Grecia             |                                 |                                             |                                           |                                         |
| Atenas             | Atenas-Eleftherios Venizelos    | Aegean Volotea                              | 01-04-25 / 24-10-25 10-04-25 / 23-09-25   | L M X J V S D L M X J V S D             |
| Hungría            |                                 |                                             |                                           |                                         |
| Budapest           | Budapest-Ferenc Liszt           | Wizz Air                                    | Year Round                                | L M X J V S D                           |
| Irlanda            |                                 |                                             |                                           |                                         |
| Dublín             | Dublín                          | Aer Lingus                                  | Year Round                                | L M X J V S D                           |
| Cork               | Cork                            | Aer Lingus                                  | 16-04-25 / 14-09-25                       | L M X J V S D                           |
| Italia             |                                 |                                             |                                           |                                         |
| Bari               | Bari-Palese                     | Volotea                                     | 04-07-25 / 29-08-25                       | L M X J V S D                           |
| Florencia          | Florencia-Amerigo Vespucci      | Volotea                                     | Year Round                                | L M X J V S D                           |
| Milán              | Milán-Malpensa                  | Vueling Easyjet                             | Year Round                                | L M X J V S D L M X J V S D             |
| Nápoles            | Nápoles-Capodichino             | Volotea                                     | Year Round                                | L M X J V S D                           |
| Olbia              | Olbia-Costa Smeralda            | Volotea                                     | 04-07-25 / 29-08-25                       | L M X J V S D                           |
| Palermo            | Palermo-Punta Raisi             | Volotea                                     | 12-04-25 / 25-10-25                       | L M X J V S D                           |
| Roma               | Roma-Fiumicino                  | Volotea Vueling Wizz Air Malta              | Year Round 22-06-25 / 14-09-25 Year Round | L M X J V S D L M J V S D L M X J V S D |
| Venecia            | Int. Marco Polo-Venecia         | Volotea                                     | Year Round                                | L M X J V S D                           |
| Luxemburgo         |                                 |                                             |                                           |                                         |
| Luxemburgo         | Luxemburgo-Findel               | Luxair                                      | 13-07-26 / 25-10-26                       | L M X J V S D                           |
| Noruega            |                                 |                                             |                                           |                                         |
| Oslo               | Oslo-Gardermoen                 | Norwegian Air Shuttle                       | 02-04-25 / 16-10-25                       | L M/X J V S D                           |
| Países Bajos       |                                 |                                             |                                           |                                         |
| Ámsterdam          | Ámsterdam-Schiphol              | KLM Vueling                                 | Year Round                                | L M X J V S D L M X J V S D             |
| Eindhoven          | Eindhoven                       | Transavia                                   | Year Round                                | L M X J V S D                           |
| Polonia            |                                 |                                             |                                           |                                         |
| Cracovia           | Cracovia-Juan Pablo II          | Wizz Air                                    | Year Round (a partir de 09-12-2025)       | L M X J V S D                           |
| Varsovia           | Varsovia-Chopin                 | Wizz Air                                    | 30-03-25 / 06-12-25                       | L M X J V S D                           |
| Portugal           |                                 |                                             |                                           |                                         |
| Faro               | Aeropuerto Int. de Faro         | Vueling                                     | 20-06-25 / 12-09-25                       | L M X J V S D                           |
| Lisboa             | Lisboa-Humberto Delgado         | TAP Air Portugal Vueling                    | Year Round                                | L M X J V S D L M X J V S D             |
| Oporto             | Oporto-Francisco Sá Carneiro    | Volotea Vueling                             | Year Round                                | L M X J V S D L M X J V S D             |
| Ponta Delgada      | Ponta Delgada-Juan Pablo II     | Azores Airlines                             | 05-06-25 / 25-10-25                       | L M X J V S D                           |
| Reino Unido        |                                 |                                             |                                           |                                         |
| Brístol            | Int. de Brístol                 | easyJet                                     | Year Round                                | L M J J V S D                           |
| Londres            | Londres-Gatwick                 | Vueling                                     | Year Round                                | L M X J V S D                           |
| Londres            | Londres-Heathrow                | Vueling                                     | Year Round                                | L M X J V S D                           |
| Londres            | Londres-Luton                   | Wizz Air UK                                 | Year Round                                | L M X J V S D                           |
| Mánchester         | Mánchester                      | easyJet                                     | Year Round                                | L M X J V S D                           |
| República Checa    |                                 |                                             |                                           |                                         |
| Praga              | Praga-Václav Havel              | SmartWings Vueling                          | Year Round                                | L M X J V S D L M X J V S D             |
| Suecia             |                                 |                                             |                                           |                                         |
| Estocolmo          | Estocolmo-Arlanda               | Norwegian Air Sweden                        | 14-06-25 / 16-08-25                       | L M X J V S D                           |
| Bandera de Suiza   |                                 |                                             |                                           |                                         |
| Basilea            | Basilea-Mulhouse-Friburgo       | easyJet Switzerland                         | Year Round                                | L/M X J V S D                           |
| Ginebra            | Int. de Ginebra                 | easyJet Switzerland                         | Year Round                                | L M X J V S D                           |
| Zúrich             | Int. de Zúrich                  | Edelweiss / Swiss                           | Year Round                                | L M X J V S D                           |
| Turquía            |                                 |                                             |                                           |                                         |
| Estambul           | Int. de Estambul                | Turkish Airlines                            | Year Round                                | L M X J V S D                           |
| Norteamérica       |                                 |                                             |                                           |                                         |
| Estados Unidos     |                                 |                                             |                                           |                                         |
| Nueva York         | Nueva York-Newark               | United Airlines                             | 01-06-25 / 24-09-25                       | L M X J V S D                           |

#### Destinos y operativas Especiales
| Ciudades    | Nombre del aeropuerto                                  | Aerolíneas      | Operativa                               | Frecuencias                 |
| África      | África                                                 | África          | África                                  | África                      |
| ----------- | ------------------------------------------------------ | --------------- | --------------------------------------- | --------------------------- |
| Cabo Verde  |                                                        |                 |                                         |                             |
| Isla de Sal | Int. Amílcar Cabral-Espargos                           | Privilege Style | 25-06-25 / 24-09-25                     | L M X J V S D               |
| Egipto      |                                                        |                 |                                         |                             |
| Egipto      | Int. de El Cairo (CAI → BIO) Int. de Luxor (BIO → LUX) | Air Cairo       | Estacional                              | L M X J V S D               |
| Europa      |                                                        |                 |                                         |                             |
| España      |                                                        |                 |                                         |                             |
| La Coruña   | La Coruña-Alvedro                                      | Air Nostrum     | 23-04-26 / 27-05-26                     | L M X J V S D               |
| Italia      |                                                        |                 |                                         |                             |
| Verona      | Aeropuerto de Verona-Villafranca                       | Volotea         | 06-12-25 / 09-12-25 19-12-25 / 06-01-26 | L M X J V S D L M X J V S D |
| Finlandia   |                                                        |                 |                                         |                             |
| Kittila     | Int. de Kittilä                                        | Enter Air       | 04-12-25 / 08-12-25                     | L← M X J→ V S               |
| Portugal    |                                                        |                 |                                         |                             |
| Madeira     | Int. de Madeira-Cristiano Ronaldo                      | Air Horizont    | 01-07-25 / 02-09-25                     | L M X J V S D               |

Datos oficiales extraídos de las webs de las aerolíneas

#### Destinos directos por operador
| Operador              | Ciudad de destino |
| --------------------- | --- |
| Aegean                | Estacional: Atenas |
| Aer Lingus            | Dublín Estacional: Cork |
| Air Arabia Maroc      | Tánger |
| Air Baltic            | Múnich (operando para Lufthansa) |
| Air Cairo             | Estacional: El Cairo (sólo origen) y Luxor (sólo destino) |
| Air Europa            | Lanzarote, Madrid, Palma de Mallorca y Tenerife–Norte Estacional: Ibiza y Menorca |
| Air France            | París–Charles de Gaulle |
| Air Horizont          | Estacional: Madeira (chárter) |
| Air Nostrum           | Santiago de Compostela y Valencia Estacional: La Palma • Operativa especial: La Coruña |
| Azores Airlines       | Estacional: Ponta Delgada |
| Brussels Airlines     | Bruselas |
| easyJet UK            | Bristol, Mánchester y Milán–Malpensa |
| easyJet Switzerland   | Basilea y Ginebra |
| Edelweiss             | Zúrich |
| Eurowings             | Dusseldorf Estacional: Berlín, Hamburgo y Stuttgart |
| Iberia                | Madrid |
| KLM                   | Ámsterdam |
| Lufthansa             | Frankfurt y Múnich |
| Luxair                | Estacional: Luxemburgo |
| Privilege Style       | Estacional: Isla de Sal (chárter) |
| Norwegian Air Shuttle | Estacional: Copenhague, Estocolmo y Oslo–Gardermöen |
| Scandinavian Airlines | Copenhague |
| SmartWings            | Praga |
| Transavia             | Eindhoven |
| TAP Air Portugal      | Lisboa |
| Turkish Airlines      | Estambul |
| United Airlines       | Estacional: Nueva York–Newark |
| Volotea               | Alicante, Florencia, Gran Canaria, Málaga, Marrakech, Nápoles, Oporto, París–Orly, Roma–Fiumicino, Sevilla, Tenerife–Sur, Valencia y Venecia Estacional: Atenas, Bari, Castellón, Ibiza, Menorca, Murcia, Olbia, Palermo y Palma de Mallorca Operativa especial: Verona                                                                   |
| Vueling               | Alicante, Ámsterdam, Barcelona, Bruselas, Fuerteventura, Gran Canaria, Granada, Ibiza, Lisboa, Lanzarote, Londres–Gatwick, Londres–Heathrow, Málaga, Marrakech, Menorca, Milán–Malpensa, Oporto, Palma de Mallorca, París–Orly, Praga, Sevilla,Tenerife–Norte y Valencia Estacional: Faro, Jerez, Roma–Fiumicino y Santiago de Compostela |
| Wizz Air              | Budapest, Cracovia y Viena Estacional: Varsovia–Chopin |
| Wizz Air Malta        | Roma-Fiumicino |
| Wizz Air UK           | Londres-Luton |

## Estadísticas
| Evolución pasajeros/año • Periodo 2016–2025 (datos en millones) |
|                                                                 |

### Datos anuales • Periodo 2015-2024
| Año          | Pasajeros | Dif. Año Anterior | Operaciones | Dif. Año Anterior | Mercancía (t) | Dif. Año Anterior |
| ------------ | --------- | ----------------- | ----------- | ----------------- | ------------- | ----------------- |
| 2015         | 4.277.725 | 6,5 %             | 43.862      | 3,0 %             | 2.872         | 0,6 %             |
| 2016         | 4.588.265 | 7,3 %             | 45.105      | 2,8 %             | 2.974         | 3,6 %             |
| 2017         | 4.973.712 | 8,4 %             | 46.989      | 4,2 %             | 1.956         | 34,2 %            |
| 2018         | 5.469.453 | 10,0 %            | 49.966      | 6,3 %             | 1.216         | 37,8 %            |
| 2019         | 5.905.804 | 8,0 %             | 51.591      | 3,3 %             | 980           | 19,4 %            |
| 2020         | 1.690.011 | 71,4 %            | 20.496      | 60,3 %            | 384           | 60,7 %            |
| 2021         | 2.580.911 | 52,7 %            | 26.429      | 29,0 %            | 472           | 22,8 %            |
| 2022         | 5.129.583 | 98,8 %            | 44.919      | 70,0 %            | 672           | 42,2 %            |
| 2023         | 6.336.441 | 23,5 %            | 51.448      | 14,5 %            | 751           | 11,8 %            |
| 2024         | 6.777.267 | 7,0 %             | 52.538      | 2,1 %             | 927           | 23,5 %            |
| Fuente: AENA |           |                   |             |                   |               |                   |

### Datos mensuales • Año 2025
| Mes          | Pasajeros | Dif. s/2024 | Operaciones | Dif. s/2024 | Mercancía (t) | Dif. s/2024 |
| ------------ | --------- | ----------- | ----------- | ----------- | ------------- | ----------- |
| Enero        | 365.944   | 3,78%       | 2.974       | 8,69%       | 79.466        | 17,60%      |
| Febrero      | 414.374   | 0,88%       | 3.565       | 9,49%       | 79.775        | 6,36%       |
| Marzo        | 530.774   | 4,57%       | 4.200       | 7,28%       | 105.740       | 45,95%      |
| Abril        | 617.667   | 4,29%       | 4.698       | 3,18%       | 109.860       | 36,28%      |
| Mayo         | 681.409   | 10,66%      | 5.498       | 13,81%      | 116.758       | 26,31%      |
| Junio        | 685.820   | 4,99%       | 5.277       | 7,52%       | 107.770       | 26,26%      |
| Julio        | 690.201   | 0,63%       | 4.993       | 3,22%       | 109.368       | 47,13%      |
| Agosto       |           |             |             |             |               |             |
| Septiembre   |           |             |             |             |               |             |
| Octubre      |           |             |             |             |               |             |
| Noviembre    |           |             |             |             |               |             |
| Diciembre    |           |             |             |             |               |             |
| Totales      | 3.986.189 | 3,65%       | 31.205      | 3,99%       | 704.737       | 29,54%      |
| Fuente: AENA |           |             |             |             |               |             |

### Pasajeros por ruta • Nacional Año 2024
| Posición                  | Ciudad                 | Aeropuerto                          | Pax 2024 | Dif. s/2023 |
| ------------------------- | ---------------------- | ----------------------------------- | -------- | ----------- |
| 1                         | Madrid                 | Adolfo Suárez Madrid-Barajas        | 809.648  | 3,77%       |
| 2                         | Barcelona              | Josep Tarradellas Barcelona-El Prat | 693.835  | 6,13%       |
| 3                         | Sevilla                | Sevilla                             | 353.523  | 7,58%       |
| 4                         | Málaga                 | Málaga-Costa del Sol                | 351.247  | 6,71%       |
| 5                         | Palma de Mallorca      | Palma de Mallorca                   | 312.757  | 2,08%       |
| 6                         | Tenerife               | Tenerife (TFN + TFS)                | 253.173  | 27,29%      |
| 7                         | Alicante               | Alicante-Elche Miguel Hernández     | 201.006  | 6,00%       |
| 8                         | Valencia               | Valencia                            | 200.770  | 3,59%       |
| 9                         | Gran Canaria           | Gran Canaria                        | 187.456  | 41,11%      |
| 10                        | Lanzarote              | César Manrique-Lanzarote            | 125.242  | 6,09%       |
| 11                        | Menorca                | Menorca                             | 110.547  | 20,68%      |
| 12                        | Ibiza                  | Ibiza                               | 109.831  | 11,33%      |
| 13                        | Santiago de Compostela | Santiago-Rosalía de Castro          | 79.103   | 0,15%       |
| 14                        | Fuerteventura          | Fuerteventura                       | 44.970   | 13,59%      |
| 15                        | Granada                | Granada                             | 31.639   | 32,24%      |
| Fuente: AENA - 03/02/2025 |                        |                                     |          |             |

### Pasajeros por ruta • Internacional Año 2024
| Posición                  | Ciudad             | Aeropuerto                   | Pax 2024 | Dif. s/2023 |
| ------------------------- | ------------------ | ---------------------------- | -------- | ----------- |
| 1                         | Londres            | Londres-Gatwick              | 412.598  | 19,17%      |
| 2                         | Ámsterdam          | Ámsterdam-Schiphol           | 287.703  | 15,15%      |
| 3                         | Múnich             | Múnich-Franz Josef Strauss   | 284.188  | 14,03%      |
| 4                         | Fráncfort del Meno | Fráncfort del Meno           | 266.766  | 8,09%       |
| 5                         | París              | París (CDG + ORY)            | 260.257  | 7,71%       |
| 6                         | Bruselas           | Bruselas                     | 122.111  | 27,91%      |
| 7                         | Lisboa             | Lisboa                       | 104.130  | 31,18%      |
| 8                         | Oporto             | Oporto-Francisco Sá Carneiro | 81.204   | 5,70%       |
| 9                         | Estambul           | Estambul                     | 79.182   | 55,87%      |
| 10                        | Dublín             | Dublín                       | 77.363   | 14,23%      |
| 11                        | Milán              | Milán-Malpensa               | 75.820   | 67,22%      |
| 12                        | Düsseldorf         | Düsseldorf                   | 67.865   | 17,44%      |
| 13                        | Mánchester         | Mánchester                   | 58.512   | 4,35%       |
| 14                        | Zúrich             | Zúrich                       | 46.058   | 40,02%      |
| 15                        | Viena              | Viena                        | 44.125   | 79,53%      |
| Fuente: AENA - 03/02/2025 |                    |                              |          |             |

### Pasajeros totales por aerolínea • Año 2024
| Posición                  | Aerolínea                                    | Total Pax | Cuota mercado | Dif. Pax s/2023 |
| ------------------------- | -------------------------------------------- | --------- | ------------- | --------------- |
| 1                         | Vueling                                      | 3.311.822 | 48,87%        | 7,50%           |
| 2                         | Volotea                                      | 629.151   | 9,28%         | 1,68%           |
| 3                         | Lufthansa                                    | 550.874   | 8,13%         | 11,03%          |
| 4                         | Air Europa                                   | 530.840   | 7,83%         | 7,36%           |
| 5                         | Iberia                                       | 393.402   | 5,79%         | 14,23%          |
| 6                         | KLM                                          | 220.219   | 3,25%         | 25,90%          |
| 7                         | easyJet UK easyjet Europe easyjet Switzeland | 176.349   | 2,60%         | 2,95%           |
| 8                         | Air Nostrum                                  | 128.711   | 1,90%         | 22,29%          |
| 9                         | Air France                                   | 125.950   | 1,86%         | 14,14%          |
| 10                        | Eurowings                                    | 103.021   | 1,52%         | 17,67%          |
| 11                        | Brussels Airlines                            | 83.446    | 1,23%         | 13,41%          |
| 12                        | Turkish Airlines                             | 78.886    | 1,16%         | 57,51%          |
| 13                        | Aer Lingus                                   | 77.355    | 1,14%         | 14,15%          |
| 14                        | Wizz Air Hungary Wizz Air Malta              | 68.087    | 1,00%         | 32,48%          |
| 15                        | TAP Air Portugal                             | 56.017    | 0,83%         | 18,71%          |
| Fuente: AENA - 03/02/2025 |                                              |           |               |                 |